# Martín Zubimendi
Martín Zubimendi Ibáñez (Donostia-San Sebastián, 1999. február 2. –) spanyol válogatott labdarúgó, az Arsenal középpályása.

## Pályafutása

### Klubcsapatokban
Zubimendi a spanyolországi Donostia-San Sebastián városában született. Az ifjúsági pályafutását a Real Sociedad akadémiájánál kezdte.
2017-ben mutatkozott be a Real Sociedad B, míg 2019-ben az első osztályban szereplő felnőtt csapatában. Először a 2019. április 28-ai, Getafe ellen 2–1-re megnyert mérkőzés 84. percében, Rubén Pardo cseréjeként lépett pályára. Első gólját 2022. március 13-án, a Alavés ellen hazai pályán 1–0-ás győzelemmel zárult találkozón szerezte meg.
2025. július 6-án hosszú távú szerződést írt alá az angol Arsenal csapatával.

### A válogatottban
Zubimendi az U19-es, az U21-es és az U23-as korosztályú válogatottakban is képviselte Spanyolországot. Tagja volt a 2020-as tokiói olimpiára küldött labdarúgó-keretnek is.
2021-ben debütált a felnőtt válogatottban. Először a 2021. június 8-ai, Litvánia ellen 4–0-ra megnyert barátságos mérkőzésen lépett pályára.

## Statisztikák
2022. október 2. szerint
| Klub          | Szezon   | Osztály  | Bajnokság | Bajnokság | Kupa és Ligakupa | Kupa és Ligakupa | Nemzetközi | Nemzetközi | Összesen | Összesen |
| Klub          | Szezon   | Osztály  | Meccs     | Gól       | Meccs            | Gól              | Meccs      | Gól        | Meccs    | Gól      |
| ------------- | -------- | -------- | --------- | --------- | ---------------- | ---------------- | ---------- | ---------- | -------- | -------- |
| Real Sociedad | 2018–19  | La Liga  | 1         | 0         | 0                | 0                | —          | —          | 1        | 0        |
| Real Sociedad | 2019–20  | La Liga  | 9         | 0         | 1                | 0                | —          | —          | 10       | 0        |
| Real Sociedad | 2020–21  | La Liga  | 31        | 0         | 2                | 0                | 7          | 0          | 40       | 0        |
| Real Sociedad | 2021–22  | La Liga  | 36        | 2         | 5                | 0                | 7          | 1          | 48       | 3        |
| Real Sociedad | 2022–23  | La Liga  | 7         | 1         | 0                | 0                | 1          | 0          | 8        | 1        |
| Összesen      | Összesen | Összesen | 84        | 3         | 8                | 0                | 15         | 1          | 107      | 4        |

### A válogatottban
| Válogatott    | Év       | Pályára lépés | Gól |
| ------------- | -------- | ------------- | --- |
| Spanyolország | 2021     | 1             | 0   |
| Összesen      | Összesen | 1             | 0   |

## Sikerei, díjai
Real Sociedad
- Copa del Rey
  - Győztes (1): 2019–20

Spanyol Olimpiai Csapat
- Nyári olimpiai játékok – Labdarúgás
  - Ezüstérmes (1): 2020

Spanyolország
- UEFA Nemzetek Ligája
  - Aranyérmes (1): 2022–23
  - Ezüstérmes (1): 2024–25
- Labdarúgó-Európa-bajnokság
  - Aranyérmes (1): 2024

## Fordítás
Ez a szócikk részben vagy egészben  a   Martín Zubimendi című angol Wikipédia-szócikk fordításán alapul.  Az eredeti cikk szerkesztőit annak laptörténete sorolja fel. Ez a jelzés csupán a megfogalmazás eredetét és a szerzői jogokat jelzi, nem szolgál a cikkben szereplő információk forrásmegjelöléseként.